# Вайлд Кнолль
Вайлд Кнолль (англ. Wild Knoll, болг. могила Уайлд, укр. Дикий пагорб) — гірська вершина, що піднімається до висоти 1773 м у центральній частині хребта Бастьєн у горах Елсворт, Західна Антарктида. За іншими даними висота вершини становить 2370 м. 

## Географія
Гора має круті та частково вільні від льоду західні схили та перевершує верхній льодовик Міннесоти на південь-південний захід.
Пік названий на честь швейцарського ілюстратора природознавства Джона Джеймса (Жана-Жака) Вайлда (1824-1900), члена британської експедиції Челленджера в 1872-76 роках, який зробив перші фотографії в Антарктичному регіоні в 1874 році.
Гора Вайлд Кнолль має географічні координати 78°46′04.2″ пд. ш. 86°29′12.8″ зх. д. / 78.767833° пд. ш. 86.486889° зх. д. та лежить за 12,76 км на південний захід від гори Клайн (2400 м), за 12 км на захід-південний захід від гори Фісек (2000 м) та за 13,65 км на північний захід від піку Патмос (1900 м). Гора була нанесена на карти дослідними експедиціями США в 1961 і 1988 роках.
Абсолютна висота вершини 2370 метрів над рівнем моря. За цим показником гора є другою вершиною хребта Бастьєн. Топографічна ізоляція вершини відносно найближчої вищої гори Клайн (англ. Mount Klayn, 2400 м), становить 12,76 км.

## Галерея

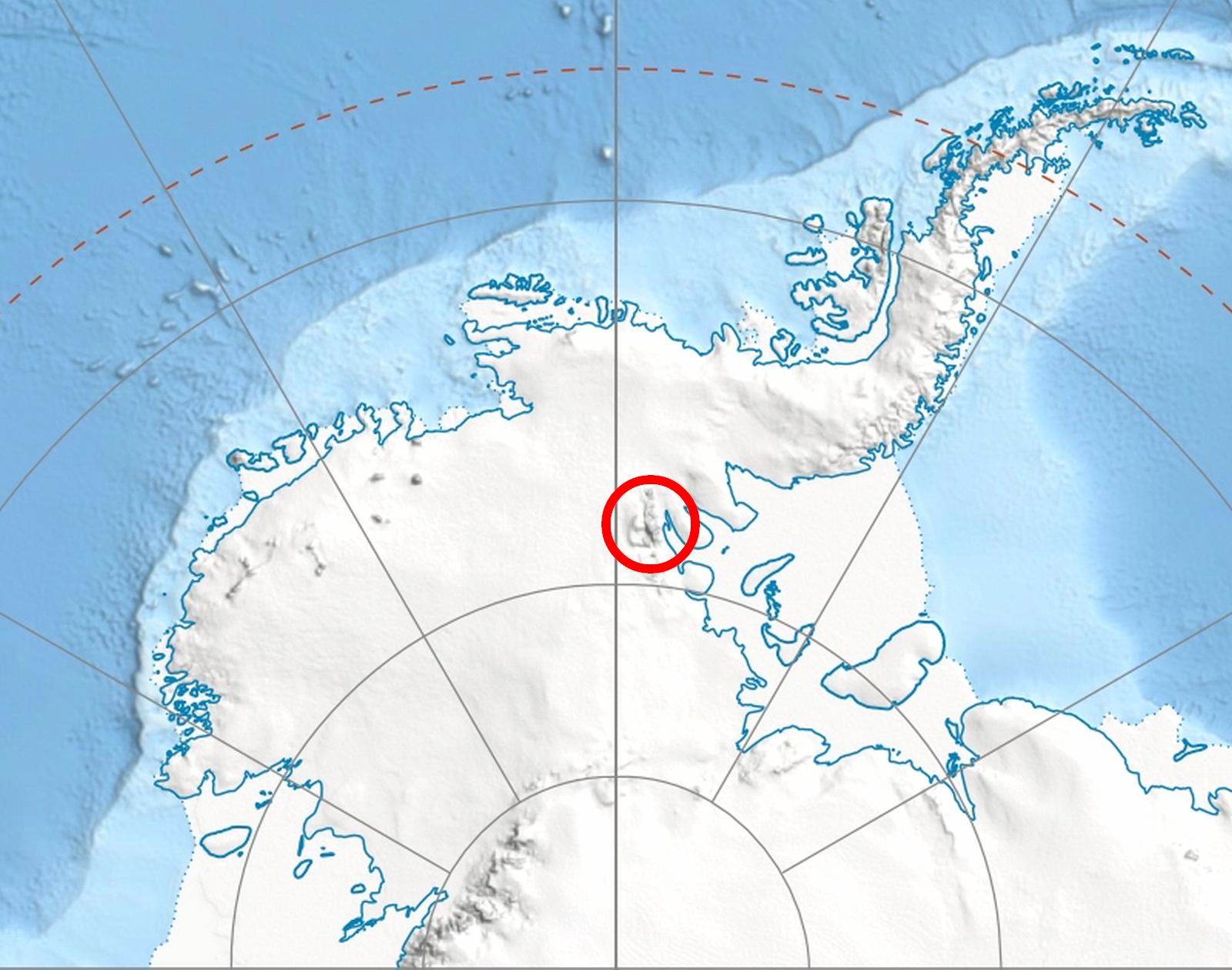
Хребет Бастьєн у Західній Антарктиді
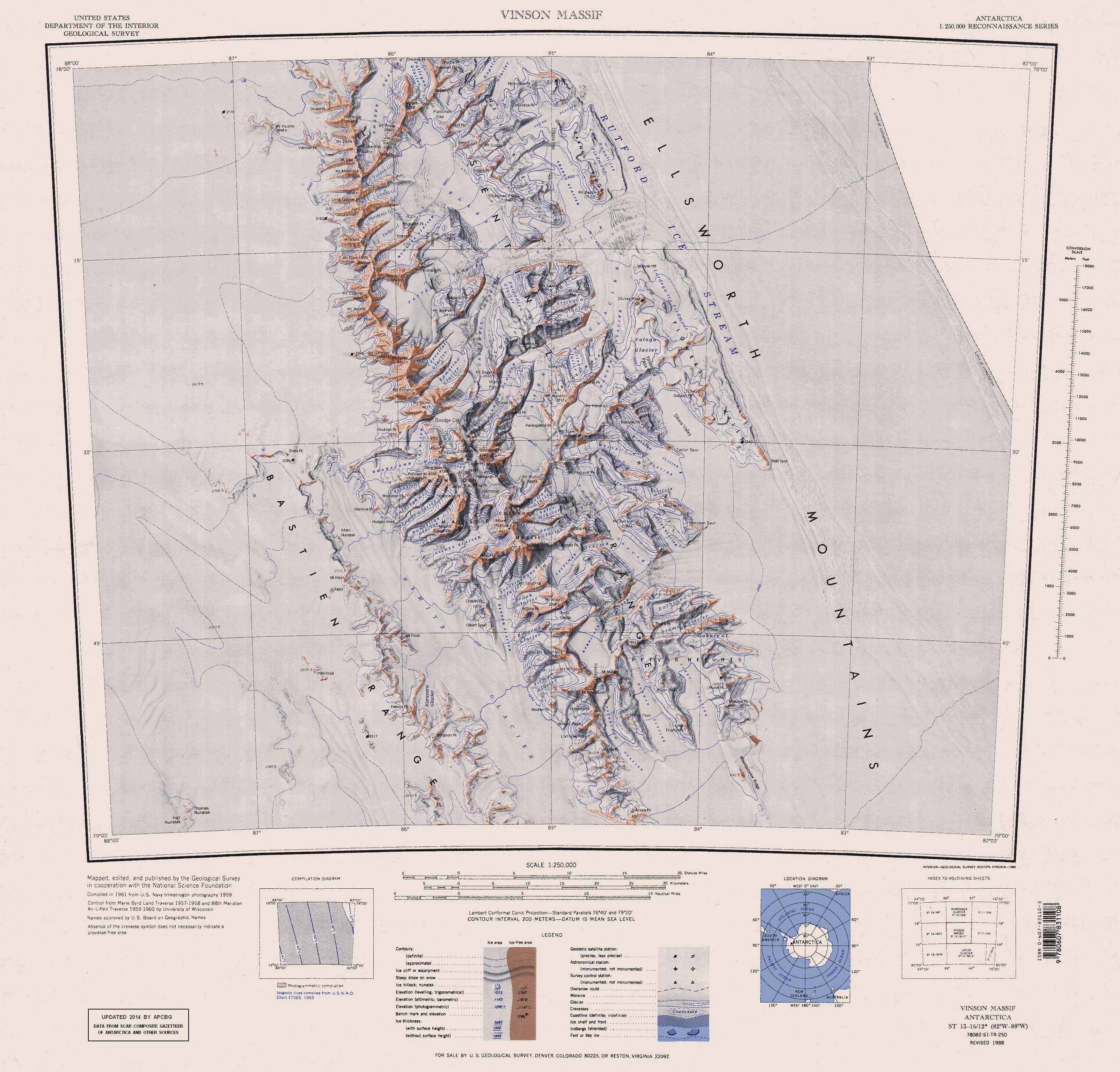
Карта хребтів Бастьєн та Сентінел

## Карти
- Масив Вінсон. Топографічна карта масштабу 1:250 000. Рестон, Вірджинія: Геологічна служба США, 1988.
- Антарктична цифрова база даних (ADD). Топографічна карта Антарктиди масштабу 1:250000. Науковий комітет з антарктичних досліджень (SCAR). З 1993 року регулярно оновлюється.